# Leo Koenigsberger
Leo Koenigsberger, lub Leo Königsberger (ur. 15 października 1837 w Poznaniu, zm. 15 grudnia 1921 w Heidelbergu) – matematyk i nauczyciel akademicki pochodzenia niemiecko–żydowskiego.

## Życiorys
Leo Koenigsberger pochodził z bogatej żydowskiej rodziny kupieckiej z Prowincji Poznańskiej. Uczęszczał do Gimnazjum im. Friedricha Wilhelma w Poznaniu. Następnie przeniósł się do Berlina, gdzie studiował w latach 1857–1860 na Friedrich-Wilhelms-Universität u Karla Weierstrassa. Po ukończeniu studiów i habilitacji uczył tam w latach 1860–1864 matematyki i fizyki.
W 1864 wyjechał do Greifswaldu i wykładał matematykę na tamtejszym Uniwersytecie (adiunkt w latach 1864-1866, profesor w latach 1866–1869). Od 1869 przebywał na Uniwersytecie Ruprecht-Karls w Heidelbergu. W 1875 przenosi się do Drezna na Technische Universität Dresden, a w 1877 na Uniwersytet Wiedeński. W 1884 wrócił do Heidelbergu, gdzie spędził ostatnie lata swojego profesorskiego życia, przechodząc w 1914 na emeryturę.
W 1893 został przyjęty jako członek korespondent Pruskiej Akademii Nauk. W 1904 był marszałkiem plenarnym ICM w Heidelbergu. Od 1909 był pełnoprawnym członkiem Akademii Nauk w Heidelbergu, a od 1909 do 1915 jej sekretarzem.
Badania własne Koenigsbergera skupiały się przede wszystkim na teorii całek eliptycznych i hipereliptycznych oraz złożonych równaniach różniczkowych, przy czym te ostatnie prowadzone były w ścisłej współpracy z Lazarusem Fuchsem, przyjacielem z dzieciństwa. Najważniejsze jego prace to monografie na temat całek eliptycznych i hipereliptycznych z 1874 i 1878 oraz jego biografie Hermanna von Helmholtza (ukazała się w 1902–1903) i Carla Gustava Jacobiego.

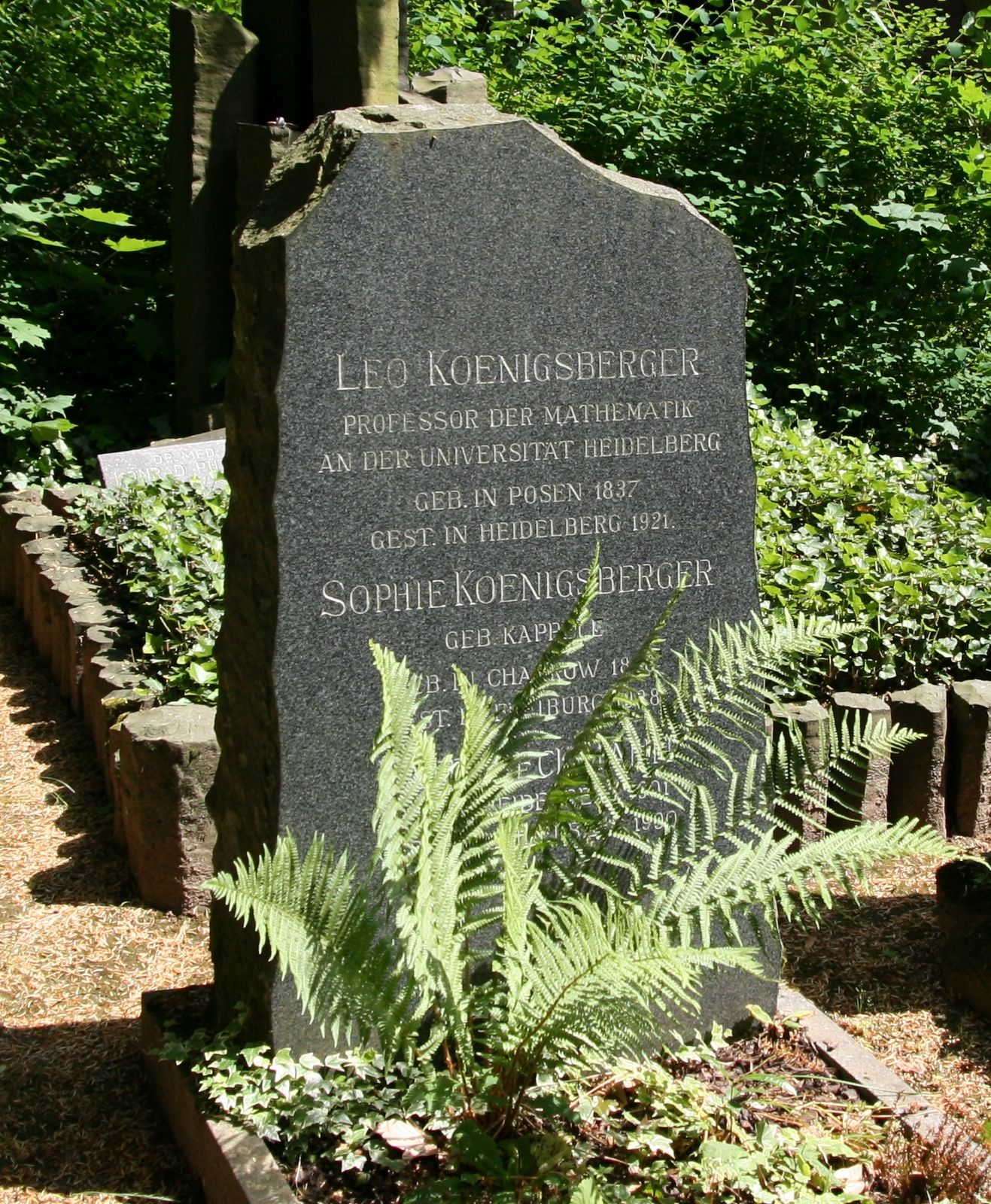
Grób Koenigsbergera na cmentarzu w Heidelbergu.

Grób Leo Koenigsbergera znajduje się przy tak zwanej „Drodze profesorskiej” (niem. Professorenweg) na cmentarzu górskim w Heidelbergu.

## Wybrane publikacje
- Vorlesungen über die Theorie der elliptischen Functionen, nebst einer Einleitung in die allgemeine Functionenlehre
- Vorlesungen über die Theorie der hyperelliptischen Integrale, Teubner 1878, Projekt Gutenberg
- Allgemeine Üntersuchungen aus der Theorie der Differentialgleichungen
- Lehrbuch der Theorie der Differentialgleichungen mit einer unabhängigen Variabeln
- Zur Geschichte der Theorie der elliptischen Transcendenten in den Jahren 1826–29, Teubner 1879, Projekt Gutenberg
- Carl Gustav Jacob Jacobi, Teubner 1904.
- Mein Leben, Heidelberg 1919. (Erw. Ausgabe. Univ. Heidelberg 2015.)